# カランガスム県
カランガスム県 (カランガスムけん、Kabupaten Karangasem) は、インドネシア共和国バリ州東部の県（第二級地方自治体=Daerah Tingkat II）。バリ島最東端に位置する。
県央部のアグン山はバリ最高峰(2567m)であり、バリの人々の信仰の対象でもある。その南西の麓にバリヒンドゥーの総本山ブサキ寺院がある。
南部海岸にビーチリゾート地チャンディダサを擁する。また、チャンディダサの北にバリアガ人の村トゥガナンがある。
2020年、世界的な新型コロナウイルスの感染拡大が進むと、インドネシア政府は外国人の入国を制限。2021年10月に制限付き解除が行われるまで、リゾート地から観光客が失われた。
2021年10月16日、マグニチュード4.8の地震が発生。多数の建築物が破損し、死者1人、負傷者7人以上の被害が生じた。

## 隣接自治体
- クルンクン県（南西）
- バンリ県（西）
- ブレレン県（北西）

## 地域
6つの郡 (Kecamatan) に分かれる。
- クブ郡
- ルンダン郡
- アバン郡
- シドゥムン郡
- スラッ郡
- ブハンドゥム郡
- カランガスム郡
- マンギス郡